# Атомна абсорбционна спектроскопия
Атомно абсорбционната спектроскопия е спектроскопски метод за определяне на съдържанието на елементи в ниски концентрации, основаващ се на селективното поглъщане на монохроматично лъчение от страна на свободни атоми в основно състояние, при което се реализира разрешен квантов преход на валентен електрон към по-висока по енергия електронна орбитала.
Абсорбционият спектър е постоянна и специфична характеристика на химичните елементи и се използва за качественото им разпознаване. Количественият анализ (наричан също спектрометрия) се основава на измерването на светлинната абсорбция (absorbance), която е линейно свързана с концентрацията (количеството) на поглъщащите атоми съгласно закона на Буге-Ламберт Беер.
За да се извърши анализа, е необходимо веществото да се обработи така, че да се получат негови свободни атоми. За получаване на спектрално активната форма (САФ) — свободни атоми в основно състояние, най-често използваните атомизатори са от пламъков или електротермичен тип.
Методът е с широко приложение при определяне на следи от метали и металоиди в храни, природни и индустриални проби, клинични и фармацевтични образци и др.